# 安德烈娅·基尔伯恩-希尔
安德烈娅·基尔伯恩-希尔（英語：Andrea Kilbourne-Hill，1980年4月19日—），美国女子冰球运动员。她曾代表美国国家队参加2002年冬季奥林匹克运动会冰球比赛，获得一枚银牌。